# 레클리스

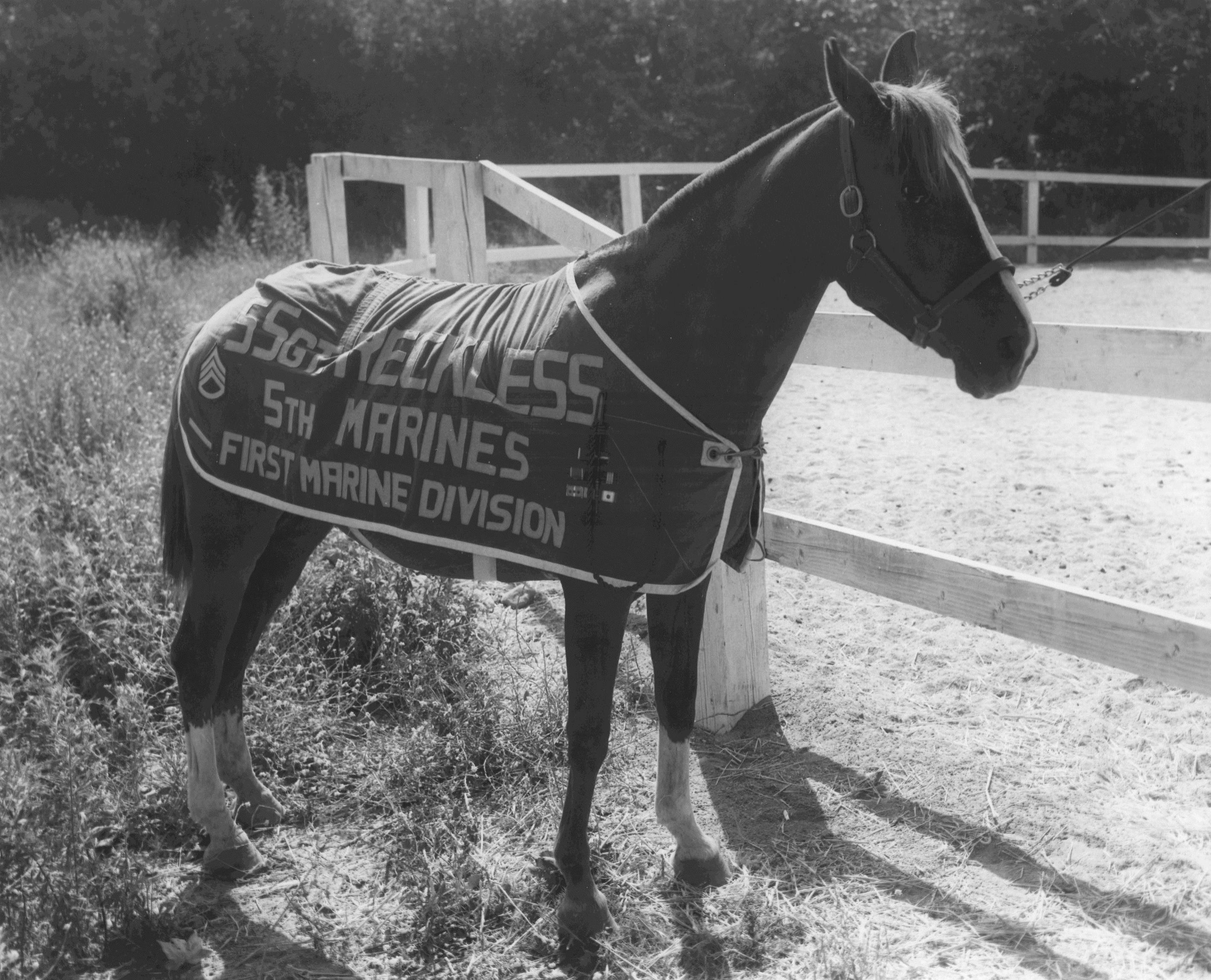

레클리스(Reckless)는 6.25 전쟁 당시 미국 제1해병사단에서 탄약과 포탄을 나르는 임무를 수행한 경주마 출신의 군마로 명예 하사 계급이 부여되었다.

## 명칭
1952년 10월부터 미국 제1해병사단에서 군마로 활약하기 이전에는 아침해 혹은 여명(黎明)이라는 한국어 이름을 가지고 경주마로 활약했다고 알려져 있으나
실제 이런 이름으로 경주마로 활약했는지 당시 문헌이나 기록으로 확인된 것은 없다.
한국 언론 등에서 레클리스 이전 한국어 이름의 의미가 "Morning Flame" 혹은 "Flame-of-the-Morning이었다는 미군 측 기록을 가지고 레클리스를 소개할 때
이를 번역하여 아침해 혹은 여명(黎明)이라는 이름을 가졌을 것이라고 추정하여 만든 이름일 가능성도 존재한다.
미국 제1해병사단에서 군마로 활약하면서 총을 맞아 피 흘리면서도 임무를 끝까지 완수해 미 해병대원들에게 용기와 희망을 주었고 이에 미 해병대원들이 '무모할 정도로 용감하다는 의미의 레클리스(Reckless)'라는 이름을 붙여주었다고 한다.

## 활약
연천군 장남면 매현리 부근의 네바다 전초(베가스 전초, 레노 전초, 카슨 전초로 구성) 전투 중 베가스 전초 전투에서 하룻동안 51회 고지를 왕복하며 탄약과 포탄 4t을 운반하며 큰 활약을 했다고 알려져 있다.

## 서훈 내역
퍼플 하트 훈장을 비롯하여 미국 국방부 등 여러 기관으로부터 훈장과 표창을 받았다.
대한민국 정부로부터 대통령 표창을 받았다는 잘못된 정보가 인터넷 상에 퍼져 있는데 행정안전부 상훈담당관실에서, “군마 레클리스의 대통령표창 수여기록이 없음”을 확인해 주었으며 관련 언론 기사에 의하면 대한민국 정부로부터 대통령 표창은 아닐지라도 상징적인 공로훈장을 주었을 것으로 추정하고 있는데 이마저도 잘못된 정보이다.
왜냐하면 행정안전부 상훈관리실에서 군견(린틴, 헌트, 노도)에게 무공훈장 수여 관련 사실관계 확인 민원에서 아래와 같이 답변했기 때문이다.
"대한민국 정부포상은 헌법, 상훈법, 정부표창규정(대통령령), 정부포상업무지침을 근거로 하여 운영되고 있으며, 그 대상은 대한민국에 뚜렷한 공적을 세운 사람'으로 규정(상훈법 제2조)하고 있습니다."
"현재까지 동물에게 대한민국 훈장이 수여된 사실이 없으며, 군견(린틴, 헌트, 노도)에게 무공훈장이 수여됐다는 인터넷 정보는 잘못되었음을 알려드립니다."

## 같이 보기
- 군마
- 보이테크
- 불침묘 샘

## 참고 자료
- 6.25 전쟁의 숨은 영웅, 경주마 '아침해'
- 美해병, 군마 ‘아침해’에 동상 헌정